# Wim Heselmans
Wim Heselmans (Diest, 23 april 1977) is een Belgisch voormalig professioneel wielrenner.

## Belangrijkste overwinningen
1997
- Circuit du Hainaut

## Grote rondes
Geen